# Área censal de Valdez–Cordova
El Área Censal de Valdez-Cordova (en inglés: Valdez–Cordova Census Area) fue una de las áreas censales del borough no organizado de Alaska, Estados Unidos.  Tenía un área de 104.115 km², una población de 9636 habitantes en 2010 y una densidad demográfica de alrededor de 0,1 hab/km². La Oficina del Censo de Estados Unidos considera a las áreas censales del borought no organizado al mismo nivel que los condados de los restantes estados, aunque no posee un poder administrativo que los represente ni sede.
El 2 de enero de 2019, fue abolida y reemplazada por el Área censal de Chugach y el Área censal de Copper River.